# Едмънд Гънтър
Едмънд Гънтър (на английски: Edmund Gunter) е английски математик, изобретател и астроном.
Роден е през 1581 година в Хартфордшър в семейство с уелски произход. През 1606 година завършва магистратура в Оксфордския университет, след което става духовник, но се интересува главно от математика и нейните приложения. Известен е с изобретяването на различни математически устройства – гънтърова верига, използвана в геодезията за измерване на земни участъци, гънтъров квадрант, използван за измерване на часа, азимута и други величини, и гънтърова линия, ранен вариант на сметачна линия с една неподвижна логаритмична скала.
Едмънд Гънтър умира на 10 декември 1626 година в Лондон.